# Fuentesoto
Fuentesoto er en by og kommune i det centrale Spanien i provinsen Segovia. Den har et indbyggertal på 100 (2024) indbyggere.